# Atomic Playboys (album)
| Recensione | Giudizio |
| ---------- | -------- |
| AllMusic   | [ 1 ]    |

Atomic Playboys è il primo album studio del chitarrista statunitense Steve Stevens, pubblicato il 4 agosto 1989 per la Warner Bros. e prodotto da Beau Hill.
La copertina dell'album è un'opera dell'artista surrealista svizzero H.R. Giger, già autore della copertina di Brain Salad Surgery degli Emerson, Lake & Palmer dei quali Stevens era un grandissimo fan.

## Tracce
1. Atomic Playboys (Stevens) 5:48
2. Power of Suggestion (Stevens) 4:37
3. Action (Connolly, Priest, Scott, Tucker) 4:44 (Sweet Cover)
4. Desperate Heart (Fiona, Hill, McCarty, Stevens) 4:32
5. Soul on Ice (Stevens) 3:57
6. Crackdown (Stevens) 5:44
7. Pet the Hot Kitty (Hill, McCarty, Stevens) 4:03
8. Evening Eye (McCarty, Stevens) 3:56
9. Woman of 1,000 Years (Stevens) 4:21
10. Run Across Desert Sands (Stevens) 3:52
11. Slipping into Fiction (Stevens) 4:43

## Formazione
- Parramore McCarty - voce
- Steve Stevens - chitarra
- Bruce Turgon - basso
- Thommy Price - batteria
- Phil Ashley - tastiere